# Ed Wood
|  | Aquest article tracta sobre el director Ed Wood. Vegeu-ne altres significats a «Ed Wood (pel·lícula)». |

Edward Davis Wood Jr. (10 d'octubre de 1924 - 10 de desembre de 1978), director, productor, guionista, editor i actor de cinema estatunidenc conegut com a Ed Wood. És considerat com el pitjor director de tots els temps.

## Biografia
Nascut a Poughkeepsie a l'estat de Nova York, el jove Ed es va interessar des de molt petit per al cinema, especialment per les pel·lícules de terror i de l'oest. Als onze anys els seus pares li van regalar una càmera de cinema, la qual cosa va iniciar la seva passió per al film.
Després de servir en la Segona Guerra Mundial (on anys després va confessar haver combatut vestint roba interior de dona), es va establir a Hollywood el 1948. Lloc en el qual va començar a actuar en obres de teatre alhora que intentava trobar productors amatents a finançar els seus projectes.
Després de diversos intents fallits, finalment va conèixer Alex Gordon, amb el qual va escriure alguns guions i que finalment el va ajudar a conèixer Bela Lugosi, famós actor de pel·lícules de terror durant els anys 30, entre els papers dels quals cap destacar el de Dràcula i que, ja en la seva etapa crepuscular i després de fer-se amic d'Ed, participaria en les seves primeres pel·lícules.
Glen o Glenda, (1953) va ser el debut cinematogràfic de Wood i l'única pel·lícula no produïda pel mític director. Hi tracta el tema del transvestisme, en una època en la qual aquest tema quedava controvertit i callat.
La seva segona pel·lícula, La promesa del monstre (1955), va suposar la primera incursió del director en el gènere de terror. Hi dona el paper protagonista a Bela Lugosi, secundat pel lluitador suec Tor Johnson.
El 1956 mor Bela Lugosi, fet que va significar un dur cop per a Wood, el qual, després de diverses incursions en la televisió i projectes de menor categoria, finalment roda el 1959 la que per molts és considerada la seva pitjor pel·lícula (o millor, segons com es miri): Pla 9 des de l'espai. Partint de les últimes escenes que va rodar Lugosi en vida (tot just 5 minuts), Wood va escriure el guió en menys de dues setmanes i va utilitzar metratge sobrant en estudis d'altres pel·lícules. Amb un pressupost inferior a 6000 dòlars, va rodar una pel·lícula amb molts forats i fallades de posada en escena, que difícilment va obtenir un distribuïdor i que, en no donar beneficis, va ser retirada ràpidament de les sales on es va estrenar.
Al moment de la seva mort, l'any 1978, havia quedat en l'oblit, fins que aquest mateix any es va publicar un llibre, The Golden Turkey Awards, que el definia com el pitjor director de cinema de tots els temps i la seva darrera pel·lícula (Pla 9 des de l'espai) el pitjor film de tots els temps.